# 村上真輔
村上 真輔（むらかみ しんすけ）は、幕末赤穂藩の参政、儒学者。諱は允修。字は伯徳（はくとく）、号は天谷（てんごく）。

## 生涯
寛政10年（1798年）8月1日、儒学者・村上中所の子として京都東洞院通に生まれた。父・村上中所は赤穂藩藩儒・赤松滄州の門下であったが、安永7年（1778年）に藩主・森忠興に諫言し致仕。真輔が生まれた当時は古義学者、岩垣竜渓（1741－1808、宮崎筠圃、皆川淇園の弟子）の私塾・遵古堂の元にいた。中所は真輔が生まれた翌年の寛政11年、忠興の跡を継いだ森忠賛によって再仕官がかない、帰郷した。
文化10年（1813年）、中所に伴って上京し、岩垣竜渓門下で中所と義兄弟の契を交わした猪飼敬所や、岩垣松苗（1774―1849、東園とも。竜渓の養孫。音博士）、岡田南涯らに師事。文政5年（1822年）、25歳のときに再び上京し同師に学んだ。岩垣松苗から遵古堂の後継に推挙されたが、村上家相続のためこれを固辞。文政7年、帰郷して藩主嫡子・森忠徳の近侍兼侍読（学問教育係）に任じられた。以後、書翰役側頭、寺社町郡奉行、物頭侍読を歴任。天保12年に御用人役所謂参政に任じられ、父の家禄60石を相続し、さらに10石加俸された。

### 参政と暗殺
真輔が仕えていた当時の赤穂藩は、天保の大飢饉から続く天災により財政が窮乏しており、森主税家出身の家老・森可真、次いで森采女家出身の森三勝が緊縮政策を行ったがことごとく失敗。森家当主も10代藩主・忠貫が夭折したため、急遽弟の忠徳が継いだものの、当初から家老たちに実権を奪われていたために政治に関心を持てずにいた。
真輔は可真の子・森可彜の用人として藩政に携わったが、可彜もまた年若く家老になったために万事華美で、可真そして真輔が推進してきた質実主義とは相容れなかった。可彜は真輔の度重なる諫言にも耳も貸さず、たまらず真輔は老齢を理由に隠居を申し出たが、聞き届けられなかった。一方、主税家と対立していた森続之丞家当主・森可則は忠徳の長子・忠弘の元、下級武士出身で忠弘の側近であった鞍懸寅二郎（小林寅哉）を重用するなど藩政改革に乗り出していた。
だが、忠弘は安政4年（1858年）、18歳の若さで夭折。その跡継ぎを巡って可則は忠弘の遺言と称して三男・扇松丸（後の森忠儀）を推挙。憤激した可彜と真輔は直ちに江戸に上り、忠徳に年長者優先の秩序を乱してならないと進言。次男・遊亀丸（森忠典）が跡目を継いだ。跡目争いに破れ焦った可則は、急遽寅二郎を勘定奉行に任じるなど、強引な人事で改革を強行しようとした。可彜らは再度江戸に上り、可則一派の排除を迫った。寅二郎が忠徳の側妾を解任しようと献策していたこともあり、忠徳は改革中止を決断。可則は蟄居し、寅二郎は藩から追放された。
藩政は再び主税一派が掌握したが、改革が止まった赤穂藩の財政はさらに逼迫。藩政から排除された下級藩士らの憤懣は頂点に達し、やがて、尊皇攘夷派として活動していた西川升吉の元に不満分子が集結した。西川は真輔の次男・河原駱之輔（翠城）の門弟を自称する説客であり、真輔に接近して信頼を得た一方、可則と通じて藩の不満分子を組織していた。
文久2年12月9日、野上鹿之助（寅二郎姉婿）宅に集結した西川ら15人は可彜、真輔両名の暗殺を決意。真輔暗殺は西川ら5名が請け負った。かくしてその日の夜半、西川らが、「薩・長・土三藩との会合で上京するゆえ、用件があれば聞きたい」と屋敷を訪問。面会した真輔を襲撃してこれを殺害した。享年65。同時刻、可彜も赤穂城二の丸門前で8人の刺客に討ち取られた（文久事件）。決起に参加しなかった野上らを除いた13人は、両名が藩政を壟断したと断ずる斬奸状を遺して脱藩し、兼ねてから気脈を通じていた平井収二郎の手引で京の土佐藩邸に匿われた。

### 仇討ちと追贈
可彜、真輔暗殺によって復権した可則は、斬奸状を執筆した山下恵助に忠典の名の元に感状を出すなど、事件の正当化を図った。可彜の遺族は閉門となり、村上一族は追放処分となった。一族誅殺の危険を感じた河原駱之輔は藩大目付に訴えるも拒絶され、悲嘆のうちに自害した。これにより、村上一族は復讐のために動き出すこととなった。
この事態に狼狽した赤穂藩は、津山藩に藩儒として召し抱えられ、同藩の周旋役として京都で活動していた鞍懸寅二郎の仲介で西川ら13人を赤穂藩に帰国させ、可彜、真輔、駱之輔一家の版籍を回復することで事件を幕引きしようとした。だが、1863年の八月十八日の政変によって勤王派が一転して逆風に立たされると、西川らは再び脱藩。その後、西川は同士討ちにより殺されるなど、6人にまで数を減らしていた。
村上一族は明治4年（1871年）1月12日、赤穂藩から、すでに死去していた長子・直内に村上家の家督相続を許す裁可が下り、同時に、「全く一時の相違いも無之、以て雪冤の儀に処せられ候」と真輔が無罪であるという声明を獲得した。そして6人を、高野山にある藩祖の廟所警護役に任じた。村上一族は6人を追跡し、同年2月30日、高野街道上にてこれらを殺害した（高野の仇討ち）。
村上真輔は1919年（大正8年）、正五位を追贈された。墓は赤穂市山手町にある村上家墓所にある。

## 人物
村上真輔は後に勤王派の志士として活動した鞍懸寅二郎とは対立する立場にいたが、同じ勤王派に属する人物であった。藩の重鎮として積極的に活動できない代わりに、長男・直内、次男・駱之輔（河原姓を名乗った）が京都に派遣され、大原重徳の侍医・物部修逸を介して情勢を確保。娘婿たる岡山藩家老・江見陽之進と連携して藩論構築に努めてきた。だが、その漸進的な穏健さが急進派には目障りであり、山下恵助が記した斬奸状において、真輔の罪状を、「村上殿阿諛より募候事に御座候。且此節天下之機変を察し、俄に正義を表に飾、尚又奸曲を工み候段、直内駱之輔上坂に付き顕然に御座候」とあることから、下剋上的な暗殺の動機にまでなってしまった。一方で、江見陽之進は無事藩論を勤王へと統一し、同藩における維新の功労者に列した。真輔が功労者として追贈され、後世の埋没を免れたのもまた、岡山藩士との連携が活きていたのが大きい。
　追贈当時の大阪朝日新聞、毎日新聞は、次のような記事を書いている。
贈従五位村上真輔、𦾔赤穂藩主森氏の参政たり。夙に勤王の志を擁き、二万石の小藩を以て岡山藩と歩調を共にし、以て勤王の挙に出でんとせり。文久初年形勢愈々切迫して詭激の徒往々軽挙に出でんとせしを克くこれを制して動かず、為に詭激派の要撃に倒る。その孤忠苦心最も多とすべきものあり。
江見陽之進との連携は真輔の死後も続き、藩を追われた村上一族を庇護し、その仇討に協力した。小説家・江見水蔭は陽之進（後に鋭馬と改名）の息子であり、柳田國男は『故郷七十年』の中で、水蔭が折に触れて祖父の暗殺と自身の叔父・伯父たちによる仇討ちについて語っていたと記している。